# Greenville (Alabama)
Greenville es una ciudad ubicada en el condado de Butler en el estado estadounidense de Alabama. En el censo de 2000, su población era de 7228.

## Demografía
En el 2000 la renta per cápita promedia del hogar era de $ 22.106$, y el ingreso promedio para una familia era de 27.167$. El ingreso per cápita para la localidad era de 17.439$. Los hombres tenían un ingreso per cápita de 29.236$ contra 20.125$ para las mujeres.

## Geografía
Greenville está situado en 31°49′52″N 86°37′39″O / 31.83111, -86.62750 (31.831273, -86.627567).
Según la Oficina del Censo de los EE. UU., la ciudad tiene un área total de 21.33 millas cuadradas (55.24 km²).